# Liste der Baudenkmäler in Marzling

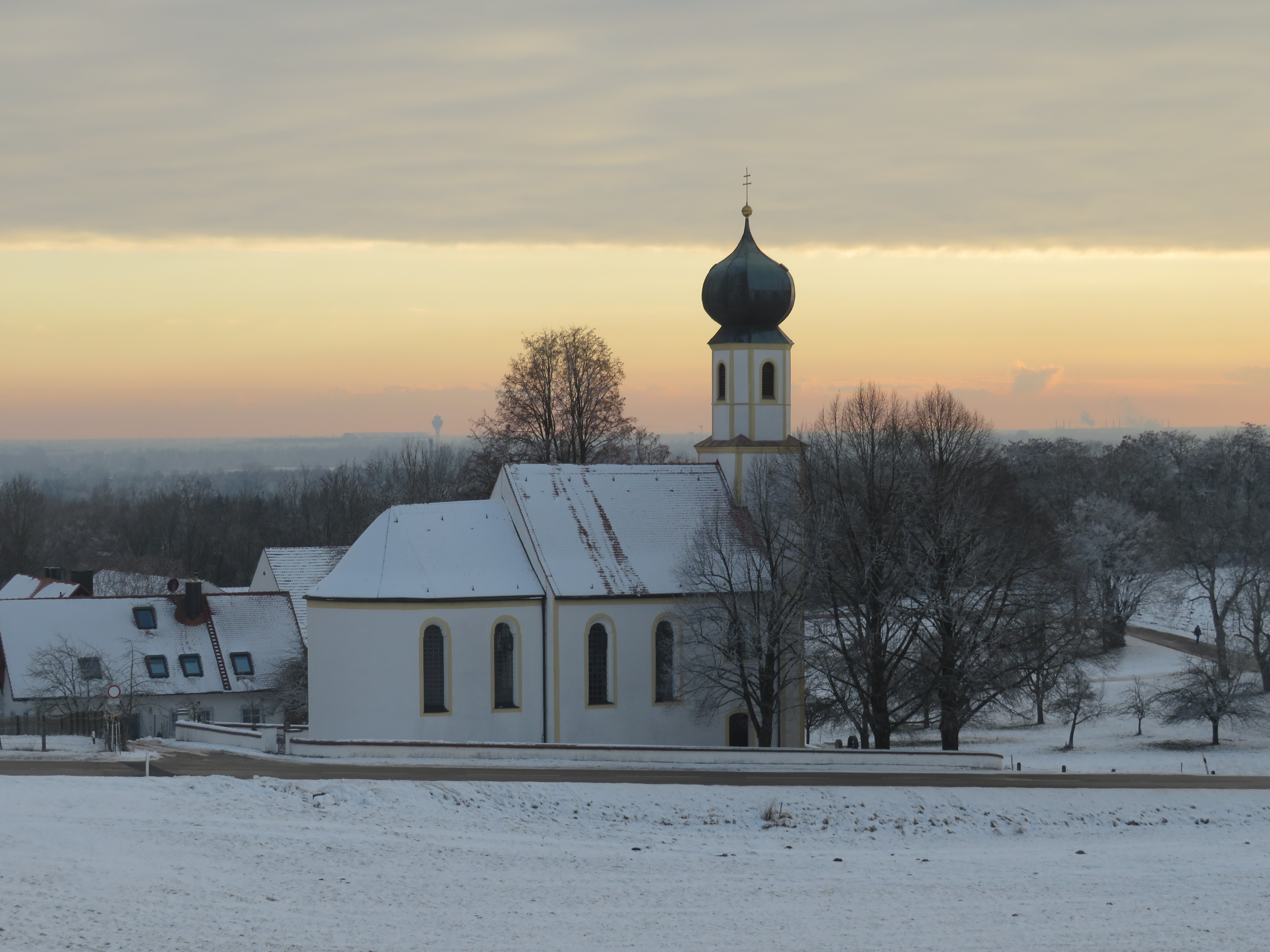
Blick auf St. Maria in Rudlfing

Auf dieser Seite sind die Baudenkmäler in der oberbayerischen Gemeinde Marzling zusammengestellt. Diese Tabelle ist eine Teilliste der Liste der Baudenkmäler in Bayern. Grundlage ist die Bayerische Denkmalliste, die auf Basis des Bayerischen Denkmalschutzgesetzes vom 1. Oktober 1973 erstmals erstellt wurde und seither durch das Bayerische Landesamt für Denkmalpflege geführt wird. Die folgenden Angaben ersetzen nicht die rechtsverbindliche Auskunft der Denkmalschutzbehörde.

## Baudenkmäler nach Ortsteilen

### Marzling
| Lage                      | Objekt                             | Beschreibung | Akten-Nr.    | Bild           |
| ------------------------- | ---------------------------------- | --- | ------------ | -------------- |
| Kirchstraße 13 (Standort) | Katholische Pfarrkirche St. Martin | Spätgotischer Saalbau mit leicht eingezogenem Polygonalchor und Chorflankenturm, 15. Jahrhundert, 1718 barock ausgebaut und 1864 westlich verlängert; mit Ausstattung | D-1-78-140-1 | weitere Bilder |

### Eixendorf
| Lage                    | Objekt      | Beschreibung                                          | Akten-Nr.    | Bild        |
| ----------------------- | ----------- | ----------------------------------------------------- | ------------ | ----------- |
| In Eixendorf (Standort) | Ortskapelle | Putzbau mit geradem Chorschluss und Traufgesims, 1852 | D-1-78-140-2 | Ortskapelle |

### Hangenham
| Lage                    | Objekt                                                         | Beschreibung | Akten-Nr.    | Bild           |
| ----------------------- | -------------------------------------------------------------- | --- | ------------ | -------------- |
| Hangenham 26 (Standort) | Katholische Filialkirche St. Philippus und Jakobus der Jüngere | Im Kern romanischer Saalbau mit stark eingezogenem gerade schließendem Chor, Westturm und angefügter Sakristei von 1713, wohl Anfang 13. Jahrhundert; mit Ausstattung | D-1-78-140-3 | weitere Bilder |

### Riegerau
| Lage                | Objekt            | Beschreibung                 | Akten-Nr.    | Bild |
| ------------------- | ----------------- | ---------------------------- | ------------ | ---- |
| Hirschau (Standort) | Grenzstein Nr. 34 | Bezeichnet mit dem Jahr 1718 | D-1-78-140-4 | BW   |

### Rudlfing
| Lage                   | Objekt                                             | Beschreibung | Akten-Nr.    | Bild           |
| ---------------------- | -------------------------------------------------- | --- | ------------ | -------------- |
| Rudlfing 12 (Standort) | Katholische Filial- und Wallfahrtskirche St. Maria | Barocker Saalbau mit eingezogenem Polygonalchor, Westturm mit Zwiebelhaube und angefügter Sakristei, Neubau von Ignaz Reiser 1752–55; mit Ausstattung Friedhofsmauer | D-1-78-140-5 | weitere Bilder |

### Keinem Gemeindeteil zugeordnet
| Lage                                           | Objekt                                                                            | Beschreibung                          | Akten-Nr.    | Bild |
| ---------------------------------------------- | --------------------------------------------------------------------------------- | ------------------------------------- | ------------ | ---- |
| Distrikt I Untere Isarauen, Abt. 1 Dunkelau () | Denkmal zur Erinnerung an den hier am 24. Juni 1909 verunglückten Johann Sedlmayr | Natursteinobelisk mit Inschrift, 1909 | D-1-78-140-7 |      |